# همکاری با داعش
همکاری با داعش، به همکاری و کمک حکومت‌ها، بازیگران غیردولتی و افراد خصوصی به داعش در طول جنگ داخلی سوریه، جنگ داخلی عراق و جنگ داخلی لیبی اشاره می‌کند.

## ادعاهای حمایت دولتی

### اسرائیل
سوریه بعثی و مقامات ایرانی، اسرائیل و آمریکا را به پشتیبانی از داعش با حمله به حزب‌الله لبنان و ارتش عربی سوریه و همچنین تسلیح و ارائه مراقبت‌های پزشکی به داعش متهم کرده‌اند. اسرائیل اتهامات ارائه تسلیحات و حمایت پزشکی به جنگجویان داعش را به شدت رد کرده است. با این حال، موشه یعالون، وزیر دفاع سابق اسرائیل، اظهار داشت که داعش به دلیل درگیر شدن با اسرائیل در نوامبر ۲۰۱۶ «عذرخواهی» کرده است، ارتباط با داعش - یعنی تماس با یک عامل دشمن-طبق قوانین اسرائیل غیرقانونی است. ارتش اسرائیل از اظهار نظر بیشتر در مورد این موضوع خودداری کرد علاوه بر این، بر اساس گزارش روزنامه اسرائیلی یدیعوت آحارونوت، آیدا توما سلیمان، عضو کنست، به گفته او بر اساس اسناد سازمان ملل متحد - اظهار داشت اسرائیل برای داعش نفت خریده است: «این پیوندها به خوبی، با گزارش‌هایی مبنی بر خرید نفت از داعش، مستند شده است، کاری که دولت اسرائیل که در راس آن [نخست‌وزیر] بنیامین نتانیاهو قرار دارد انجام داده است.

### ترکیه
گزارش‌هایی از درمان زخمیان داعش در بیمارستان‌های ترکیه و همچنین ارسال اسلحه به داعش باعث بی‌اعتمادی بخش‌هایی از مردم ترکیه نسبت به حکومت شده است. علاوه براین همواره این موضوع مطرح بوده است که پلیس ترکیه به جنگجویان داعش اجازه می‌دهد از مرز عبور و مرور کنند.
خبرگزاری رویترز به نقش میت (دستگاه اطلاعاتی ترکیه) در تجهیز داعش بین سال‌های ۲۰۱۳ تا ۲۰۱۴ اشاره کرد و افزود میت انواع قطعات راکت، خمپاره‌انداز، اسلحه‌های نیمه‌سنگین و غیره را به داعش رسانده است. مجموعه اسناد طبقه‌بندی شده و مستند به دست آمده که توسط نشنال اینترست مشاهده شده به روشنی نشان می‌دهد که میان آژانس اطلاعات ملی ترکیه (MIT) و نیروهای رادیکال فعال در سوریه، تبانی و سازش وجود داشته و دارد. از روزهای نخستین سال ۲۰۱۶، در حدود ۶۰ هزار شبه نظامی از بیش از ۱۰۰ کشور از طریق ترکیه به سوریه رفتند. نهاد اطلاعاتی ترکیه پشتیبانی لجستیکی، مالی و نظامی را در اختیار این شبه نظامیان قرار داده و حتی تا جایی پیش رفت که بیمارستان‌ها خدمات درمانی را در اختیار رادیکال مجروح در میدان نبرد قرار می‌دادند.
روزنامه تایمز، در مقاله‌ای به قلم روگر بویس با عنوان «وقت آن رسیده است ترکیه تصمیم بگیرد که یک هم پیمان باشد یا دشمن» در فوریه ۲۰۱۵ نوشت: «ترکیه به هم‌پیمان مبهمی در ائتلاف غربی ضدداعش تبدیل شده است زیرا درحالی که بارها بر حمایت و مشارکت خود در حمله به عناصر گروه داعش و پیگرد آنها تأکید می‌کند، رفتار ترکیه در قبال استفاده از خاک این کشور به عنوان گذرگاه اصلی عزیمت تندروها از سراسر جهان به عراق و سوریه برای پیوستن به گروه داعش به گونه‌ای دیگر است و فقط همین‌قدر مانده که ترکیه در فرودگاه خود تابلو بزند و روی آن بنویسد که مسیر جنگ مقدس از این طرف است.»
این نویسنده افزود: «برکسی پوشیده نیست که ترکیه دو هدف اصلی و روشن را دنبال می‌کند، نخست سرنگون کردن بشار اسد، رئیس‌جمهور سوریه و دوم سرکوب کردها و همین امر، حفظ گروه داعش را به یکی از ابزارهایی تبدیل می‌کند که ممکن است به آنکارا در رسیدن به این دو هدف کمک کند، زیرا از یک سو، حملات ائتلاف ضدداعش از مشروعیت اسد می‌کاهد و از سوی دیگر کردها را به جنگ با این گروه سرگرم می‌کند.» روگر بویس در پایان مقاله‌اش از غرب خواست تا در ائتلاف با ترکیه در جنگ خود علیه گروه داعش موضع محتاطانه‌ای داشته باشد، چرا که آنکارا با این گروه پیش از اینکه یک دشمن باشد، به عنوان یک اهرم برای تحقق اهدافش تعامل می‌کند.
چیوات اونیس، معاون پیشین رئیس میت دربارهٔ رفت و آمد نیروهای داعش در مرز ترکیه و سوریه اعتراف کرد و گفت: «زمانی که جنگ داخلی سوریه در سال ۲۰۱۱ آغاز گردید، نواحی مرزی خیلی جدی مورد کنترل قرار نگرفتند.»
پایگاه خبری بغداد الیوم در فوریه ۲۰۲۵، به نقل از منابع کُرد خبر داد که ترکیه در حال ساماندهی مجدد عناصر داعش است که پیش از این در مناطقی مانند سنجار و مخمور در داخل عراق شکست خورده بودند. این منابع با اشاره به اینکه عناصر داعشی تحت آموزش ترکیه تبعه عراق هستند، خبر دادند ده‌ها اردوگاه در مناطق نزدیک به اعزاز و ادلب ایجاد شده و عناصر داعش در حال آموزش‌های نظامی فشرده هستند. به گفته منابع مذکور، تعداد عناصری که در حال آموزش هستند، حدود ۱۲۰۰ تروریست است که بیشتر آنان از ساکنان موصل، صلاح الدین و شرقاط در عراق بوده‌اند و هم‌اکنون تحت آموزش نظامیان تُرک قرار دارند. منابع مذکور تصریح کردند که شماری از این عناصر از نیروهای کماندو بوده‌اند. اردوگاه‌های آموزشی در چند منطقه در داخل سوریه قرار دارد که مهم‌ترین آن در مناطق مرزی ادلب، اردوگاه باب السلامة (حلب) اردوگاه «برکودان» در نزدیکی اعزاز واقع شده است. هدف ترکیه از آموزش این عناصر، انجام عملیات‌های نظامی در مناطق شمال شرق سوریه از جمله منبج، عفرین و کوبانی است. کما اینکه ترکیه در تلاش است با گسیل این نیروها به عراق، نیروهای امنیتی کُرد را هدف قرار دهد. بنا بر این گزارش، مأموریت این تروریستها در عراق، انجام عملیات‌های پراکنده و برهم زدن ثبات در مناطق کُرد نشین و مناطق مورد تنازع است.

### سوریه
سهم حملات داعش به دیگر گروه‌های سوری در مارس ۲۰۱۶ - آوریل ۲۰۱۷.
در جریان جنگ داخلی سوریه، اپوزیسیون وقت سوریه و برخی از تحلیلگران، بشار اسد، رئیس‌جمهور وقت سوریه و دولت وی را به آزادی استراتژیک زندانیان اسلامگرا در آغاز بحران سوریه در تلاش برای تقویت گروه‌های جهادی بر دیگر شورشیان، متهم کرده‌اند. مخالفان سوری همچنین اسد را به داشتن عوامل اطلاعاتی در صفوف داعش و حتی هدایت حملات داعش متهم کرده‌اند. با این حال، "با وجود بیانیه‌های مکرر چهره‌های معارض"، "هیچ مدرک محکمی وجود ندارد … که جهادی‌ها به طور کلی تحت کنترل رژیم [سوریه] هستند.

### عربستان سعودی
در ژوئن ۲۰۱۴، نوری مالکی، نخست‌وزیر سابق عراق دولت عربستان سعودی را به حمایت مالی از داعش متهم کرد. دولت عربستان سعودی این ادعاها را رد کرد.
برخی از رسانه‌ها مانند ان‌بی‌سی، بی‌بی‌سی، نیویورک تایمز و اندیشکده آمریکایی انستیتو واشینگتن برای سیاست خاور نزدیک، در مورد کمک‌های مالی شخصی عربستان سعودی به این گروه و حمایت یک دهه‌ای دولت سعودی از سلفی‌گری و وهابیت در سراسر جهان نوشته‌اند، اما در سال ۲۰۱۴ به این نتیجه رسید که هیچ مدرکی دال بر حمایت مستقیم دولت عربستان از داعش وجود ندارد.

### قطر
قطر، از مدت‌ها قبل متهم است که به عنوان مجرای انتقال پول به داعش عمل می‌کند. در حالی که هیچ مدرکی دال بر دخالت دولت قطر در این جابجایی وجوه وجود ندارد، اما به دلیل عدم تلاش کافی برای جلوگیری از پول ارسال شده توسط کمک کنندگان خصوصی در این کشور مورد انتقاد قرار گرفته است. بر اساس برخی گزارش‌ها، مقامات آمریکایی بر این باورند که بیشترین بخش کمک‌های خصوصی برای حمایت از داعش و گروه‌های مرتبط با القاعده اکنون به جای عربستان سعودی از قطر می‌آید.

### ایالات متحده آمریکا
رند پال، سناتور آمریکایی از کنتاکی، حکومت آمریکا را به حمایت غیرمستقیم از داعش در جنگ داخلی سوریه، از طریق مسلح کردن همپیمانان داعش و جنگ با دشمنان داعش در این کشور، متهم کرده است. پس از حمله هوایی سپتامبر ۲۰۱۶ به دیرالزور که در آن حملات هوایی ائتلاف به رهبری آمریکا که به مرگ حداقل ۶۲ سرباز ارتش عربی سوریه که علیه داعش می‌جنگیدند انجامید، روسیه و سوریه دولت آمریکا را متهم کردند که تعمداً به داعش کمک هوایی می‌کند. دولت آمریکا این اتهامات را رد کرد و حملات هوایی را یک حادثه نامید که ناشی از شناسایی نادرست نیروهای زمینی ارتش سوریه به عنوان جنگجویان داعش بود. دونالد ترامپ ادعا کرده است که باراک اوباما و هیلاری کلینتون «بنیانگذاران داعش بودند».